# لوان مایکل دی لوزا
لوان مایکل دی لوزا (به پرتغالی: Luan Michel de Louzã) مهاجم اهل برزیل است که در شهر Araras و در تاریخ ۲۱ سپتامبر ۱۹۸۸ به دنیا آمده‌است.
لوان مایکل دی لوزا در تیم‌های فوتبال União São João سابقهٔ حضور دارد.